# Codet
Pour les articles homonymes, voir Codet (homonymie).
En informatique, un codet est un groupe d'éléments représentant une donnée élémentaire selon un code : il s'agit d'un ensemble de signes équivalent à une information.
Au sein d'un code, les codets sont donc les différentes valeurs codées. Le terme codet est donc destiné à remplacer des expressions telles que combinaison de code ou mot de code.
Par exemple, selon le code Morse, les caractères et différentes fonctions sont représentés par des codets qui sont des groupes de points et de traits.

## Seizet
La norme de codage des caractères UTF-16, utilise des codets de seize bits appelés seizets. Les points de code de  U+D800 à U+DFFF ne doivent pas être codés avec UTF-16. Les points de code du au plan multilingue de base (PMB) sont codés avec un seul seizets. Les points de code des 16 plans supplémentaires sont codés à l'aide d'une paire de seizets d'indirection